# グスタフ・スヴェンソン
グスタフ・スヴェンソン（Gustav Svensson、1987年2月7日 - ）は、スウェーデン・ヨーテボリ出身のサッカー選手。IFKヨーテボリ所属。サッカースウェーデン代表。ポジションはミッドフィールダー（MF）、ディフェンダー（DF）。

## 経歴

### クラブ
地元クラブであるIFKヨーテボリでプロキャリアをスタート。
2010年9月1日、スュペル・リグ王者のブルサスポルに移籍。
2012年7月7日、ウクライナのSCタフリヤ・シンフェロポリに移籍。
2014年3月23日、古巣IFKヨーテボリに4年契約で復帰。
2016年1月14日、中国・スーパーリーグの広州富力へ完全移籍することが発表された。
2017年1月30日、シアトル・サウンダーズFCに移籍した。
2021年4月9日、広州富力から改名した広州城に移籍。7月22日、古巣IFKヨーテボリに三度復帰。

### 代表
2007年にスウェーデン代表デビュー。2009年にはU-21スウェーデン代表のメンバーとしてUEFA U-21欧州選手権に出場した。
2018年5月、2018 FIFAワールドカップ参加メンバーに選出された。同大会では3試合に出場した。

## 代表歴

### 出場大会
- スウェーデン代表
  - 2018 FIFAワールドカップ

### 試合数
- 国際Aマッチ 32試合 0得点（2009年-2021年）[10]

| スウェーデン代表 | 国際Aマッチ | 国際Aマッチ |
| 年               | 出場        | 得点        |
| ---------------- | ----------- | ----------- |
| 2009             | 2           | 0           |
| 2010             | 0           | 0           |
| 2011             | 0           | 0           |
| 2012             | 0           | 0           |
| 2013             | 0           | 0           |
| 2014             | 0           | 0           |
| 2015             | 2           | 0           |
| 2016             | 2           | 0           |
| 2017             | 4           | 0           |
| 2018             | 10          | 0           |
| 2019             | 7           | 0           |
| 2020             | 3           | 0           |
| 2021             | 2           | 0           |
| 通算             | 32          | 0           |